# Csaba Horváth (fotbalista)
Csaba Horváth (* 2. května 1982 Dunajská Streda, Československo) je slovenský fotbalista a bývalý reprezentant hrající v současné době v klubu FC ŠTK 1914 Šamorín. Působí na postu středního obránce. Pochází z maďarské menšiny na Slovensku. Jeho mladším bratrem je fotbalista Vojtech Horváth.

## Klubová kariéra
Horváth přišel do Synotu Staré Město ze slovenského klubu ŠKP Dúbravka, ale příliš se neprosadil a tak se vrátil zpět na Slovensko (do Trenčína). Ve Slovácku (dřívější Synot) se ještě objevil v zimě 2006. V červenci 2008 odešel z Trenčína na roční hostování do nizozemského celku ADO Den Haag, kluby se po sezóně domluvily na ročním prodloužení hostování. V létě 2010 odešel do polského klubu Zagłębie Lubin, kde podepsal tříletý kontrakt. V sezóně 2012/13 jej zbrzdilo zranění lokte, kvůli kterému odehrál pouze 2 ligové zápasy. V červnu 2013 přestoupil do jiného polského týmu Piast Gliwice, zájem o něj měl ještě maďarský celek Ferencváros Budapešť.
V září 2015 se vrátil na Slovensko do svého bývalého klubu FC ŠTK 1914 Šamorín hrajícího slovenskou třetí ligu. Se Šamorínem postoupil v závěru sezóny 2015/16 do 2. slovenské ligy.

## Reprezentační kariéra
V seniorské reprezentaci Slovenska debutoval pod trenérem Vladimírem Weissem 12. srpna 2009 v přátelském zápase proti Islandu, který skončil remízou 1:1. Hrál do 54. minuty, potom ho vystřídal Martin Petráš.